# Нуу-ча-нульт
Нуу-ча-нульт — індіанське плем'я, велика частина якого живе на території Канади. Термін «ну-ча-нульт» охоплює п'ятнадцять народностей, які живуть окремо, але етнічно пов'язані. Вони вважають своїм домом острів на Тихоокеанському узбережжі Канади — Ванкувер. За часів перших контактів народів було набагато більше, але віспа та інші наслідки контактів призвели до зникнення деяких груп та об'єднання націй, що залишилися, у великі сусідства. Плем'я Нуу-ча-нульт має родинні зв'язки з племенами квакіутль, Хейслі і нітінат. Мова нутка входить в групу вакашських мов.

## Історія

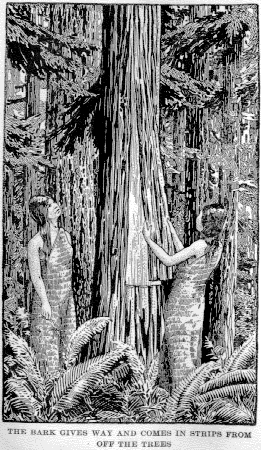
Збирання деревної кори

За часів ранніх контактів з європейськими дослідниками, аж до 1830-х років, більше 90 % племені загинуло від хвороб, що передаються статевим шляхом, малярії та віспи, а також в результаті культурного переполоху, що був викликаний контактом із людьми з Заходу.

## Перший контакт
Коли Джеймс Кук вперше зустрівся з нуу-ча-нульт з села Юкота, вони сказали йому обігнути на кораблі острів, щоб зайти в бухту. Кук сприйняв ці слова як назва їх племені, тому тривалий час це плем'я називали «Нуутка». 1978 року було прийнято використовувати термін нуу-ча-нульт для опису всіх індіанських племен, що населяють західну частину острова Ванкувер.